# Barnea (bivalve)
Genre
Barnea est un genre de mollusques bivalves marins térébrants de la famille des Pholadidae. 

## Liste des espèces
Selon BioLib (19 avril 2024) :
- Barnea alfredensis (P. Bartsch, 1915)
- Barnea australasiae (G. B. Sowerby II, 1849)
- Barnea birmanica (R.A. Philippi, 1849)
- Barnea candida C. Linnaeus, 1758 - Barnée blanche
- Barnea davidi G. P. Deshayes, 1874
- Barnea dilatata F. L. A. Souleyet, 1843
- Barnea fragilis (G. B. Sowerby II, 1849)
- Barnea lamellosa d'Orbigny, 1846
- Barnea manilensis R. A. Philippi, 1847
- Barnea parva (Pennant, 1777)
- Barnea similis Gray, 1835
- Barnea subtruncata (G. B. Sowerby I, 1834)
- Barnea truncata (Say, 1822)